# Пирник
Пирник (пол. Pyrnik, нім. Pirnig) — село в Польщі, у гміні Боядла Зеленогурського повіту Любуського воєводства.
Населення — 329 осіб (2011).
У 1975-1998 роках село належало до Зеленогурського воєводства.

## Демографія
Демографічна структура станом на 31 березня 2011 року:
|          | Загалом | Допрацездатний вік | Працездатний вік | Постпрацездатний вік |
| -------- | ------- | ------------------ | ---------------- | -------------------- |
| Чоловіки | 164     | 33                 | 115              | 16                   |
| Жінки    | 165     | 42                 | 89               | 34                   |
| Разом    | 329     | 75                 | 204              | 50                   |